# Peruneloidea
Peruneloidea is een uitgestorven superfamilie van weekdieren uit de klasse van de Gastropoda (slakken).

## Taxonomie
De volgende taxa zijn in de superfamilie ingedeeld:
- Familie  † Perunellidae Fryda & Bändel, 1997
- Familie  † Chuchlinidae Fryda & Bändel, 1997
- Familie  † Imoglobidae Nützel, Erwin & Mapes, 2000
- Familie  † Sphaerodomidae Bandel, 2002